# Limons
Limons és un municipi francès situat al departament del Puèi Domat i a la regió d'Alvèrnia-Roine-Alps. L'any 2007 tenia 700 habitants.

## Demografia

### Població
El 2007 la població de fet de Limons era de 700 persones. Hi havia 280 famílies de les quals 68 eren unipersonals (40 homes vivint sols i 28 dones vivint soles), 80 parelles sense fills, 100 parelles amb fills i 32 famílies monoparentals amb fills.
La població ha evolucionat segons el següent gràfic:
Habitants censats

### Habitatges
El 2007 hi havia 321 habitatges, 287 eren l'habitatge principal de la família, 19 eren segones residències i 15 estaven desocupats. 308 eren cases i 12 eren apartaments. Dels 287 habitatges principals, 239 estaven ocupats pels seus propietaris, 29 estaven llogats i ocupats pels llogaters i 19 estaven cedits a títol gratuït; 6 tenien dues cambres, 37 en tenien tres, 77 en tenien quatre i 167 en tenien cinc o més. 222 habitatges disposaven pel capbaix d'una plaça de pàrquing. A 117 habitatges hi havia un automòbil i a 147 n'hi havia dos o més.

### Piràmide de població
La piràmide de població per edats i sexe el 2009 era:
| Homes | Edats   | Dones |
| ----- | ------- | ----- |
| 0     | 95 o +  | 0     |
| 4     | 90 a 94 | 0     |
| 0     | 85 a 89 | 4     |
| 4     | 80 a 84 | 8     |
| 12    | 75 a 79 | 0     |
| 16    | 70 a 74 | 8     |
| 24    | 65 a 69 | 28    |
| 16    | 60 a 64 | 28    |
| 24    | 55 a 59 | 20    |
| 32    | 50 a 54 | 24    |
| 24    | 45 a 49 | 20    |
| 28    | 40 a 44 | 32    |
| 16    | 35 a 39 | 12    |
| 24    | 30 a 34 | 24    |
| 20    | 25 a 29 | 16    |
| 20    | 20 a 24 | 12    |
| 28    | 15 a 19 | 12    |
| 16    | 10 a 14 | 8     |
| 16    | 5 a 9   | 20    |
| 16    | 0 a 4   | 8     |

## Economia
El 2007 la població en edat de treballar era de 445 persones, 327 eren actives i 118 eren inactives. De les 327 persones actives 298 estaven ocupades (166 homes i 132 dones) i 29 estaven aturades (10 homes i 19 dones). De les 118 persones inactives 42 estaven jubilades, 27 estaven estudiant i 49 estaven classificades com a «altres inactius».

### Ingressos
El 2009 a Limons hi havia 285 unitats fiscals que integraven 700,5 persones, la mediana anual d'ingressos fiscals per persona era de 15.818 €.

### Activitats econòmiques
Dels 18 establiments que hi havia el 2007, 1 era d'una empresa extractiva, 2 d'empreses alimentàries, 4 d'empreses de construcció, 5 d'empreses de comerç i reparació d'automòbils, 1 d'una empresa de transport, 2 d'empreses d'hostatgeria i restauració, 2 d'empreses de serveis i 1 d'una empresa classificada com a «altres activitats de serveis».
Dels 5 establiments de servei als particulars que hi havia el 2009, 1 era un paleta, 1 electricista, 2 restaurants i 1 saló de bellesa.
L'únic establiment comercial que hi havia el 2009 era una carnisseria.
L'any 2000 a Limons hi havia 18 explotacions agrícoles que ocupaven un total de 657 hectàrees.

## Equipaments sanitaris i escolars
El 2009 hi havia una escola elemental integrada dins d'un grup escolar amb les comunes properes formant una escola dispersa.

## Poblacions més properes
El següent diagrama mostra les poblacions més properes.